# Grabovac (Šestanovac)
Grabovac je naselje u općini Šestanovac, u Splitsko-dalmatinskoj županiji. Grabovac je tipično selo Dalmatinske zagore. Nalazi se u Zabiokovlju.
Sastoji se iz tri naseljene cjeline - Goričaj, Srida sela i Donje selo.
Središte - centar mjesta je naseljeni dio oko župne crkve BDM.
Iza 1990. dolazi do naglog pada u broju stanovnika, a što je posljedica radnog iseljavanja s ovog područja te posljedica izostanka ruralne strategije s lokalne i državne razine.

## Zemljopis
Zapadni dio sela pripadao je povijesnoj hrvatskoj župi Radobilji. 
Naselje se nalazi na državnoj cesti D62 između Žeževice na zapadu,
Opanaka na sjeverozapadu, Medova Doca na sjeveru Zagvozda na istoku i Rastovca na jugu. Smješteno je sa sjeverne strane Biokova uz državnu cestu Šestanovac-Vrgorac na nadmorskoj visini od 417 m. Prolaskom autoceste kralja Tomislava podjednako je udaljen od čvorišta Šestanovca te čvorišta Zagvozda (7,0 km ). Mjesto se nalazi na samoj granici Omiške zagore i Imotske krajine

## Promet
Blizu je državne ceste Šestanovac - Vrgorac i autoceste kralja Tomislava (A1). Tunelom Sv. Ilija kroz Biokovo iz Baške Vode do Grabovca ima oko 18,0 km. 

## O Grabovcu
Mjesto kao takvo je idealno za odmor i opuštanje od svakodnevne žurbe i buke. Za nužnu opskrbu raspolaže poštanskim uredom koje je također i poštanski ured za Medov Dolac. Sve veće i zahtjevnije porebe mogu se pronaći u Šestanovcu i Zagvozdu. U mjestu se nalazi župna crkva Porođenja BDM te kapelica sv. Ivana Krstitelja u Vrdoljacima, koje pripadaju Imotskom dekanatu u Splitsko-makarskoj nadbiskupiji. Svi mještani Grabovca ponosni su na mjesnu crkvu koja se neprestalno obnavlja, a sve sa željom mještana. Dan mjesta se slavi 8. rujna, na blagdan Male Gospe. 

## Znamenitosti
- lovački muzej u vlasnosti Ante Dundića u Goričaju
- pećina uz trasu autoceste koja još nije u funkciji poradi konzervatorskog ispitivanja [ime od pećine?]
- gradine i gomile
- rimska cesta na Vrdoljakovim gomilama
- Crkva Porođenja BDM
- Kapela sv. Ivana Krstitelja

## Stanovništvo
Jedino autohtono i većinsko stanovništvo su Hrvati.
| broj stanovnika | 785   | 905   | 973   | 1128  | 1382  | 1487  | 1500  | 1356  | 1065  | 1186  | 1079  | 1090  | 933   | 694   | 566   | 372   | 321   |
|                 | 1857. | 1869. | 1880. | 1890. | 1900. | 1910. | 1921. | 1931. | 1948. | 1953. | 1961. | 1971. | 1981. | 1991. | 2001. | 2011. | 2021. |

## Poznate osobe
- Grgo Kusić, najviši austro-ugarski vojnik i najviši Hrvat svih vremena
- Toma Aleksa Dundić, sovjetski junak, rođenjem Hrvat
- akademik Zvonko Kusić, po roditeljima Kusić i Dundić iz Grabovca
- Ante Kusić, svećenik i filozof